# Rutenberg (Landwirtschaft)

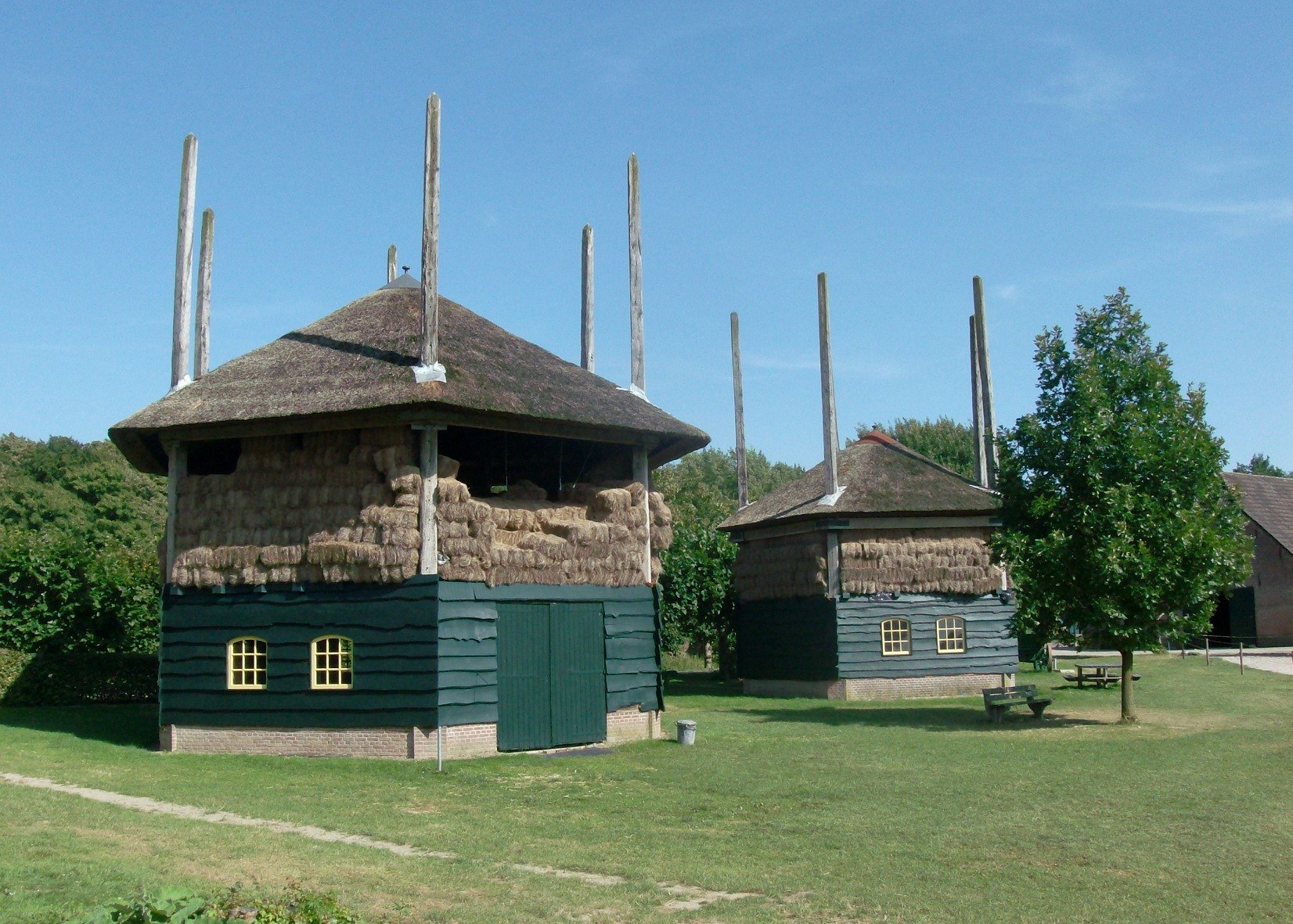
Rutenberge auf einem Bauernhof im niederländischen Gelderland.

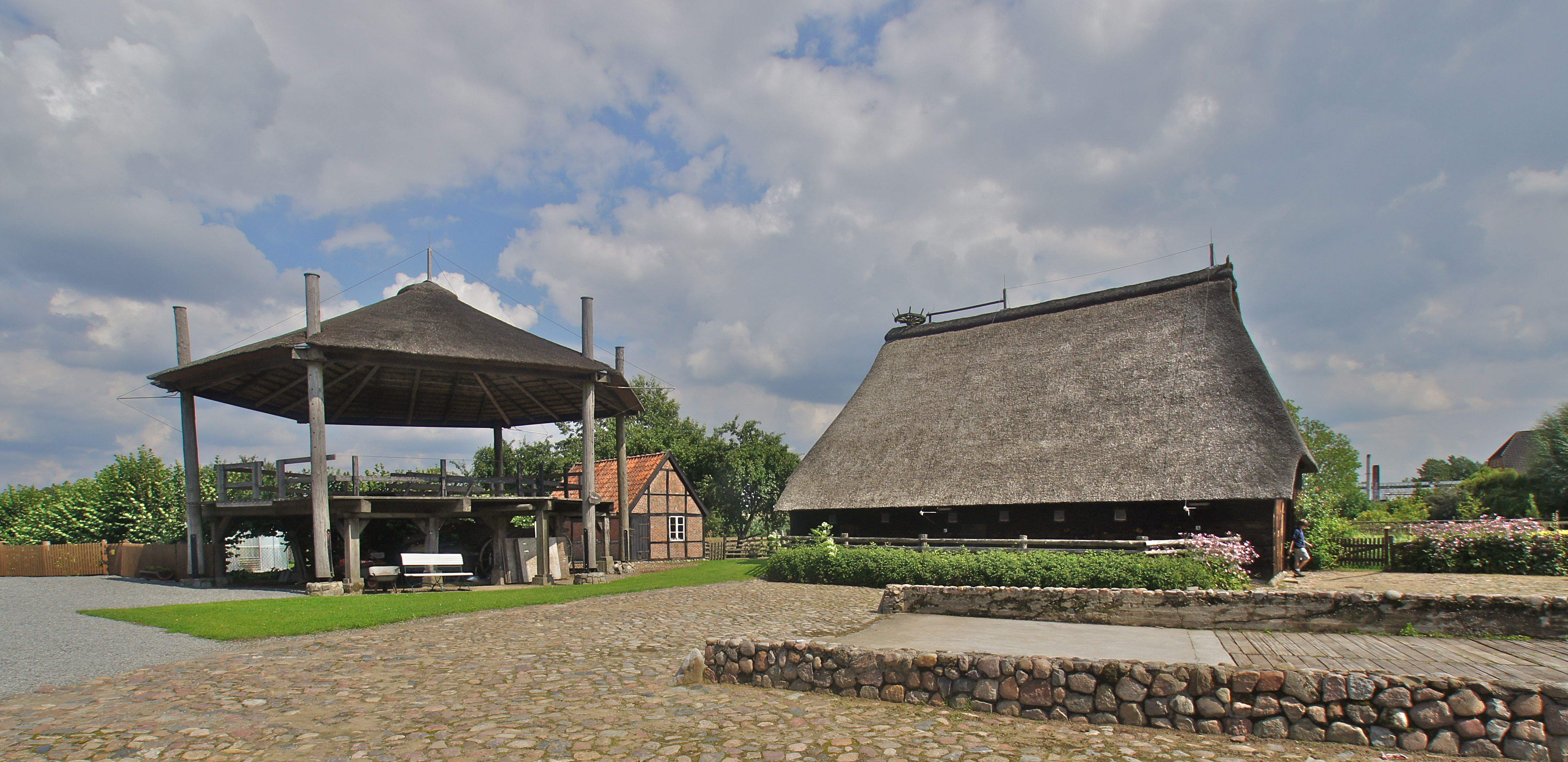
Ein Rutenberg im Rieck-Haus – Vierländer Freilichtmuseum

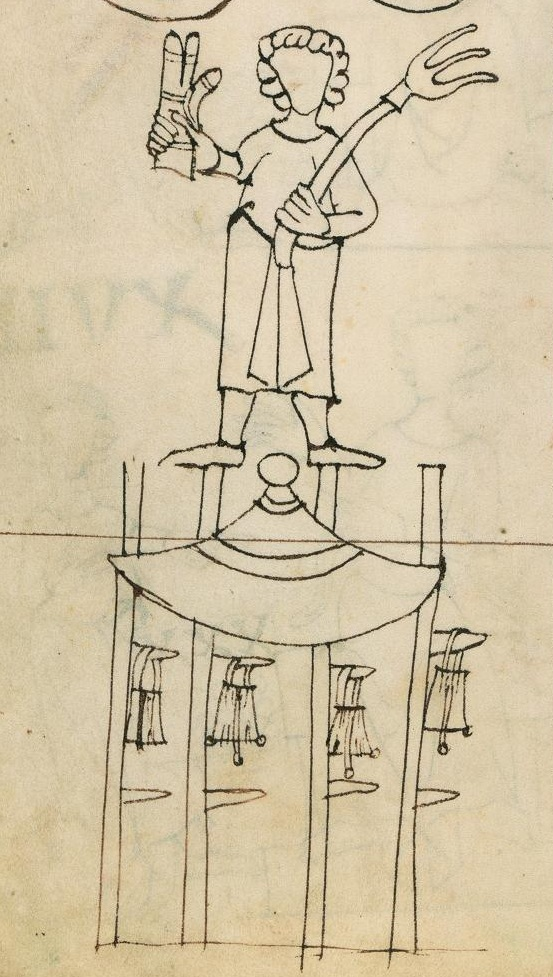
Darstellung eines Rutenbergs in der Oldenburger Bilderhandschrift des Sachsenspiegels von 1336.

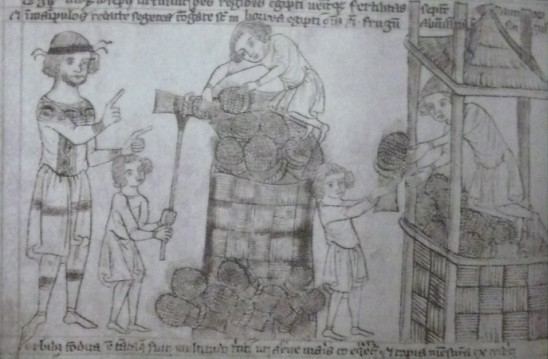
Darstellung eines Vier-Pfosten-Rutenbergs in der Velislaus-Bibel. Mitte 14. Jahrhundert.

Ein Rutenberg (niederländisch: Roedenberg oder Hooiberg) ist ein überdachter, aber zu allen Seiten offener Erntestapelbau für noch nicht gedroschenes Getreide, Stroh oder Heu, der vor allem im nordwestdeutschen und niederländischen Raum verbreitet war. 
Harpfen, Trockengestelle, deren Dach nicht höhenverstellbar ist, wie das des Rutenberg, kommen hingegen vor allem im Alpenraum, in Skandinavien, dem nördlichen Russland und in Teilen Chinas vor.
Archäologisch nachweisbar ist der Rutenberg in Europa bereits seit der Eisenzeit.

## Bauweise
Rutenberge werden meist innerhalb einer Hofanlage errichtet. Sie bestehen aus bis zu zwölf Senkrecht stehenden Holzpfählen (Bargruten), die kreisrund in gleichmäßigem Abstand angeordnet sind. Regional kommen Rutenberge auch als rechteckige Vier-Pfosten-Bauten vor. Die Gesamthöhe konnte etwa 15 bis 17 Meter, der Durchmesser bis ca. 7 Meter betragen. Zwischen den Pfosten wird in etwa 2 Meter Höhe eine Bodenplatte eingezogen. In dem Raum unter dem Boden konnte zudem landwirtschaftliches Gerät gelagert oder Vieh untergestellt werden.
Im Unterschied zu einem offenen Diemen ist ein Rutenberg mit einem höhenverstellbaren Dach ausgestattet, dass je nach zu lagernder Menge über Holzpflöcke oder Bolzen angepasst werden konnte.
In einem Rutenberg konnten entweder Heu, Stroh oder nicht gedroschenes Getreide gelagert werden. Letzteres wurde am Halm mit der Kornähre nach innen gestapelt. Auf diese Weise konnte das Erntegut geschützt und trocken gelagert werden. Durch die offene Bauweise wurde die Gefahr der Selbstentzündung des Erntegutes gegenüber der Einlagerung in einer Scheune verringert.
Die erste überlieferte Beschreibung eines Rutenbergs stammt aus der ersten Hälfte des 13. Jahrhunderts aus dem Sachsenspiegel von Eike von Repgow. Die Oldenburger Bilderhandschrift des Sachsenspiegels von 1336 beinhaltet über eine Beschreibung hinaus eine zeichnerische Darstellung eines Rutenbergs. Auch in der böhmischen Velislaus Bibel aus der Mitte des 14. Jahrhunderts ist die Illustration eines Rutenberges zu finden.
Im archäologischen Befund ist ein Rutenberg in der Regel nicht von einem dachlosen Diemen zu unterscheiden. Da der Bauplan beider Arten von Erntespeicher seit der Eisenzeit nahezu gleich geblieben ist, können rezente Rutenberge bzw. Diemen als Rekonstruktionshilfe für archäologische Befunde herangezogen werden. Vorgeschichtliche Rutenberge unterscheiden sich jedoch in der Größe von den neuzeitlichen Bauten. Im Durchschnitt sind diese kleiner und weisen nur Durchmesser zwischen 4 und 6 Metern auf. Auch kommen Mittelpfosten in den Grundrissen vor, die vermutlich die Bodenplatte stützen sollten.

## Verbreitung
Archäologisch sind Rutenberge bereits seit der Eisenzeit bekannt und kommen in ländlichen Siedlungen von Skandinavien, über Mittel- bis nach Osteuropa vor. In der Neuzeit ist das Hauptverbreitungsgebiet der Rutenberge vor allem der nordwestdeutsche und der niederländische Raum. Sie kommen aber auch im Alpenraum vor. Bis Anfang des 20. Jahrhunderts waren sie noch häufig in Gebrauch, sind aber heute fast völlig verschwunden. Auswanderer brachten diese Bauweise auch nach Nordamerika.

## Etymologie
Die Bezeichnung Rutenberg setzt sich zusammen aus den Ausdrücken „Rute“ und „Berg“. Rute verweist auf die Holzpfähle, die das Grundgerüst bilden. Berg leitet sich von Barg ab, einem niederdeutschen Wort für bergen, lagern.
Eine Hofanlage, auf der ein solcher Rutenberg stand, wurde „Barghof“, oder in Abwandlungen auch „Barkhof“, genannt.